# Testvérek (televíziós sorozat, 2006)
A Testvérek (eredeti cím: Brothers & Sisters) egy Emmy-díjas amerikai televíziós sorozat, amely a felső középosztálybeli Walker családról szól, akik a kaliforniai Los Angelesben élnek.
A sorozat öt évadon keresztül futott az ABC-n 2006. szeptember 24-től 2011. május 8-ig. A magyarországi premierre 2008. január 27-én került sor a Viasat 3 csatornán, majd később az Universal Channel is sugározta.

## Áttekintés

### Előzmény
A műsor a Walker családról szól, ami egy amerikai család ír és zsidó származással. Néhányan a családból érintettek a család üzletnél, az Ojai Foods kereskedő cégnél. A legtöbb esemény Los Angelesben játszódik, de a családi fészek a kaliforniai Pasadenaban van.

### Cselekmény
A sorozat Kitty szülinapi bulijával kezdődik, ahova az egész család összegyűlt. Ám tragédia történik: William Walker, a családfő meghal. Halálával egy sor titkot hagy maga után, amelyre a család próbál fényt deríteni.

## Szereplők

### A Walker család tagjai
- Nora Holden-Walker, William felesége
- Sarah Walker, társigazgató az Ojai Foods és a Walker Landing-nél
- Kitty Walker-McCallister, kommunikációs igazgatója a férjének, Robert McCallister-nek
- Tommy Walker, férj, apa, társigazgató az Ojai Foods és a Walker Landing-nél
- Kevin Walker, meleg ügyvéd, aki összeházasodott Scotty Wandellel
- Justin Walker, háborús veterán, visszaeső drogfüggő
- Ryan Walker, a Walkerek most felfedezett féltestvérük. Előtte Rebecca Harpert hitték annak

### Más családok tagjai
- Saul Holden, társigazgató az Ojai Foods-nál, Nora Walker bátyja
- Julia Walker, tanár, Tommy Walker felesége, egy lányuk van: Elizabeth
- Robert McCallister, az Amerikai Egyesült Államok szenátora, Kitty Walker férje
- Scotty Wandell, szakács, házasságot kötött Kevin Walkerrel
- Holly Harper, társigazgató az Ojai Foods-nál és a Walker Landing-nél, William volt szeretője, Rebecca Harper édesanyja
- Rebecca Harper, a Walker testvérek korábban hitt féltestvérük, Holly Harper lánya

### Korábbi és visszatérő szereplők
- William Walker, elhunyt, Nora Walker volt férje, Ojai Foods tulajdonosa, Kitty, Tommy, Kevin, Justin, és Ryan Walker édesapja
- Joseph "Joe" Whedon, zenetanár, Sarah Walker volt férje, Paige és Cooper Whedon apja
- Jason McCallister, Robert meleg testvére, korábban Kevin Walkerrel járt
- David Caplan rendező, volt drogfüggő, Rebecca Harper megkerült apja

## Szereplők

### Főszereplők
| Színész              | Szerep                   | Szinkronhang        | Szereplés                         |
| -------------------- | ------------------------ | ------------------- | --------------------------------- |
| Dave Annable         | Justin Walker            | Markovics Tamás     | 1. évad -                         |
| Maxwell Perry Cotton | Cooper Whedon            | Penke Soma          | 2. évad - (1. évad; visszatérő)   |
| Kerris Lilla Dorsey  | Paige Whedon             | Kardos Lili         | 1. évad -                         |
| Sally Field          | Nora Walker              | Zsurzs Kati         | 1. évad -                         |
| Calista Flockhart    | Kitty Walker McCallister | Kisfalvi Krisztina  | 1. évad -                         |
| Balthazar Getty      | Tommy Walker             | Fekete Zoltán       | 1. évad - (4. évad visszatérő)    |
| Rachel Griffiths     | Sarah Walker             | Spilák Klára        | 1. évad -                         |
| Luke Grimes          | Ryan Lafferty            | -                   | 4. évad, (3. évad visszatérő)     |
| Rob Lowe             | Robert McCallister       | Juhász György       | 2-4. évad, (1. évad; visszatérő)  |
| Luke Macfarlane      | Scotty Wandell           | Láng Balázs         | 3. évad - (1-2. évad; visszatérő) |
| Giles Marini         | Luc Laurent              | László Zsolt        | 5. évad - (4. évad visszatérő)    |
| Sarah Jane Morris    | Julia Walker             | Kiss Virág Magdolna | 1. évad -                         |
| Ron Rifkin           | Saul Holden              | Barbinek Péter      | 1. évad -                         |
| Matthew Rhys         | Kevin Walker             | Crespo Rodrigo      | 1. évad -                         |
| Emily VanCamp        | Rebecca Harper           | Mezei Kitty         | 1. évad -                         |
| Patricia Wettig      | Holly Harper             | Menszátor Magdolna  | 1. évad -                         |
| Tom Skerrit          | William Walker           | Szokolay Ottó       | 1. évad -                         |

### Visszatérő szereplők
| Színész              | Szerep              | Szereplés                       |
| -------------------- | ------------------- | ------------------------------- |
| Will McCormack       | Ethan Tavis         | 3. évad -                       |
| Eric Christian Olsen | Kyle DeWitt         | 3. évad -                       |
| John Pyper-Ferguson  | Joseph "Joe" Whedon | 2. évad - (1. évad; főszereplő) |
| Tom Skerritt         | William Walker      | 1. évad -                       |
| Eric Winter          | Jason McCallister   | 1. évad -                       |
| Ken Olin             | David Caplan        | 1. és 3. évad                   |

## Epizódok
| Évad | Évad | Epizódok | Eredeti sugárzás     | Eredeti sugárzás | Eredeti adó | Magyar sugárzás    | Magyar sugárzás   | Magyar adó        |
| Évad | Évad | Epizódok | Évadpremier          | Évadfinálé       | Eredeti adó | Évadpremier        | Évadfinálé        | Magyar adó        |
| ---- | ---- | -------- | -------------------- | ---------------- | ----------- | ------------------ | ----------------- | ----------------- |
|      | 1    | 23       | 2006. szeptember 24. | 2007. május 20.  | ABC         | 2008. január 27.   | 2008. június 29.  | Viasat 3          |
|      | 2    | 16       | 2007. szeptember 30. | 2008. május 11.  | ABC         | 2010. november 21. | 2011. január 30.  | Universal Channel |
|      | 3    | 24       | 2008. szeptember 28. | 2009. május 10.  | ABC         | 2011. április 3.   | 2011. június 19.  | Universal Channel |
|      | 4    | 24       | 2009. szeptember 27. | 2010. május 16.  | ABC         | 2012. március 4.   | 2012. május 27.   | Universal Channel |
|      | 5    | 22       | 2010. szeptember 26. | 2011. május 8.   | ABC         | 2013. január 31.   | 2013. április 11. | Universal Channel |